# 葉治英哉
葉治 英哉（はじ えいさい、1928年7月18日 - 2016年2月29日）は、日本の小説家。本名は奥山英一（おくやま えいいち）。

## 人物
青森県出身。八戸市在住。青森師範学校中退。 法政大学文学部日本文学科卒業。1957年「農婦トヨ」で第1回東奥小説賞（佳作2席）受賞。1989年「戊辰牛方参陣記」で第37回地上文学賞受賞。1994年「（またぎ）物見隊顛末」で第1回松本清張賞受賞（「またぎ」は「犭+又」） 。
2016年2月29日死去。87歳没。

## 著書
- 『またぎ（「犭+又」）物見隊顛末』文芸春秋 1994　『マタギ物見隊顛末』新人物文庫
- 『松平容保 武士の義に生きた幕末の名君』1997 PHP文庫
- 『今村均 信義を貫いた不敗の名将』PHP研究所 1999
- 『張良 劉邦を支えた名軍師』2000 PHP文庫
- 『春またぎ』文藝春秋 2001　のち新人物文庫
- 『夢とのみ 鍵屋村井茂兵衛覚書』図書刊行会 2006

新聞（「岩手日報」および「東奥日報」）連載時の題名は「鍵屋茂兵衛物語　疑獄尾去沢銅山事件」
- 『定年影奉行仕置控 幕末大江戸けもの道』2007 幻冬舎文庫
- 『幕末大江戸だまし絵図 定年影奉行仕置控』2008 幻冬舎文庫
- 『マタギ半蔵事件帖』2011 新人物文庫